# Ynesa
Ynesa é um género botânico pertencente à família Arecaceae.